# Frederiksbjerg Idrætscenter
Frederiksbjerg Idrætscenter er et idrætscenter på Frederiksbjerg i Aarhus midtby, beliggende på F. Vestergaards Gade 5 syd for Ingerslevs Boulevard.

## Faciliteter
Frederiksbjerg Idrætscenter har blandt andet et svømmestadion, Århus Svømmestadion. Stadionet har et indendørs bassin med internationale langbanemål – 25x50x2 m – så det kan bruges til stævner. Bassinet har en normal temperatur på 26°. Desuden er der et udendørs springbassin på 25x16,5 m med en-, tre-, fem-, syv- og ti-metervipper, så det kan bruges til både motionssvømning og udspring. Dette bassin har en normal temperatur på 24°, men er kun åbent i skolernes sommerferie.
Oven på svømmehallen ligger to idrætshaller kaldet Frederiksbjerghallerne. De bliver benyttet til stort set alle former for indendørs idræt - floorball, badminton, volleyball, håndbold, gymnastikopvisninger, m.m..

## Aktiviteter
Århus Svømmestadion er åbent for både offentlig svømning og foreningsaktiviteter. Aarhus Studenternes Svømmeklub benytter udelukkende Aarhus Svømmestadion. AGF Svømning benytter 6 svømmehaller, men har langt de fleste af sine hold på Aarhus Svømmestadion. Aarhus 1900 Svømning benytter 3 svømmehaller, men har også de fleste hold på Aarhus Svømmestadion. Aarhus Studenternes Svømmeklub holder til på Aarhus Svømmestadion.
By i Bevægelse, der blev lanceret i 2007 som et sundhedsfremmende projekt for byens børn, tilbyder på Aarhus Svømmestadion aktiviteterne babymassage, vandgymnastik og rytmerangle.
AGF Håndbold træner blandt andet i Frederiksbjerghallerne.

## Historie
Aarhus Svømmestadion blev opført som friluftsbad i 1969 og blev frem til 1981 også anvendt i vintermånederne med en kuppel over. Den væltede i efterårsstormene i 1981, hvorefter den nuværende svømmehal blev opført i 1986. Den er løbende blevet renoveret siden, senest i 2016. Ud mod Ingerslevs Boulevard står Svend Rathsacks statue "Svømmepigen", udført 1934 til placering på Aarhus Stadion.
I 2005 blev Aarhus Svømmestadion udvidet med nye omklædningsfaciliteter, indgangsparti og Frederiksbjerghallerne. I oktober 2017 blev det samlede idrætscenter døbt Frederiksbjerg Idrætscenter efter en kommunal navnekonkorrence.